# Rolando Ricci
Rolando Ricci (Rivarolo Ligure, 23 luglio 1913 – Milano, 29 gennaio 1962) è stato un militare e aviatore italiano, decorato di Medaglia d'oro al valor militare a vivente per un'azione durante la seconda guerra mondiale.

## Biografia
Nacque a Rivarolo Ligure, provincia di Genova, il 23 luglio 1913. Al termine degli studi di avviamento industriale compiuti a Savona nell'aprile 1934 si arruolò nella Regia Aeronautica frequentando la Scuola specialisti dell'aeronautica di Capua. Conseguì la qualifica di aiuto meccanico e conducente di autoveicoli e poi, nel settembre 1935, fu ammesso a frequentare il 14º Corso per allievi motoristi presso la Scuola di Capodichino, venendo promosso aviere scelto motorista nel settembre 1936. L'anno successivo fu trasferito in servizio sull'aeroporto di Tobruk, in Libia. Fu promosso primo aviere motorista nel settembre 1938, e rientrò in Italia nel settembre 1939, dopo lo scoppio della seconda guerra mondiale. Assegnato al 3º Stormo Caccia Terrestre di stanza sull'aeroporto di Torino-Mirafiori, dal 22 maggio 1940 fu trasferito al 32º Stormo Bombardamento Terrestre di stanza sull'aeroporto di Cagliari-Elmas, in Sardegna. In forza alla 228ª Squadriglia, equipaggiata con i Savoia-Marchetti S.79 Sparviero, dopo l'entrata in guerra del Regno d'Italia, avvenuta il 10 giugno, decollando dall'aeroporto di Decimomannu  prese parte a numerose azioni belliche contro formazioni navali e all'abbattimento di numerosi velivoli nemici Il 25 luglio 1941 rimase gravemente ferito in combattimento vicino a Capo Buongaroni, e dopo un lungo ricovero in ospedale, promosso sergente motorista per meriti di guerra, riprese servizio sedentario presso la 1ª Squadra aerea di Milano a partire dal 1 ottobre 1942. Rimasto praticamente cieco, decorato con la Medaglia d'oro al valor militare a vivente, nel febbraio del 1943 fu giudicato inabile permanente al servizio, e nel giugno successivo fu promosso sergente maggiore motorista. Messo definitivamente a riposo il 1 ottobre 1949 fu assegnato come centralinista all'aeroporto Forlanini di Milano. Il 27 dicembre 1952 fu promosso sottotenente di fanteria R.O. (Ruolo d'Onore). Si spense a Milano per malattia il 29 gennaio 1962.

### Fonti
1. 1 2 3  Ufficio Storico dell'Aeronautica Militare 1969, p. 246.
2. 1 2 3 4 5 6 7 8 9  Combattenti Liberazione.
3. 1 2 3  Brindiweb.
4. ↑  Quirinale.it
5. ↑  Bollettino Ufficiale 1947, disp,10, pag.619 e Bollettino Ufficiale 1959, supl.7, pag.209.